# ビアンカ・ファン・デル・フェルデン
ビアンカ・ファン・デル・フェルデン（Bianca van der Velden、1976年2月11日 - ）は、オランダの女子アーティスティックスイミング選手。ヘルダーラント州ナイメーヘン出身。
双子のソーニャも同じくアーティスティックスイミング選手で、ペアで2004年アテネオリンピックで13位、2008年北京オリンピックで9位になっている。